# 대한민국 환경처
환경처(環境處)는 대기 보전·수질 보전·기타 환경 보전에 관한 사무를 관장하는 대한민국의 옛 중앙행정기관이다. 1990년 1월 3일 환경청을 개편하여 발족하였으며 1994년 12월 22일 환경부로 개편되면서 폐지되었다.

## 설치 근거 및 소관 업무
- 정부조직법 [법률 제4183호, 1989.12.30 일부개정] 제26조[1]
- 환경처 직제 [대통령령 제12899호, 1990.01.03 제정] 제1조[2]

## 연혁
- 1990년 1월 3일 - 환경청을 폐지하고 환경처를 신설.[3]
- 1994년 12월 22일 - 환경처를 폐지하고 환경부를 신설.

## 조직
| - 감사관 ( 1990.01 ~ 1994.12 ) - 공보관 ( 1990.01 ~ 1994.12 ) - 공보관(홍보계획담당)실 ( 1990.01 ~ 1993.10 ) - 공보관(홍보지도담당)실 ( 1990.01 ~ 1993.10 ) - 광주지방환경청 ( 1990.01 ~ 1994.05 ) - 국립환경연구원 ( 1990.01 ~ 1994.12 ) - 금강환경관리청 ( 1994.05 ~ 1994.12 ) | - 기획관리실 ( 1990.01 ~ 1994.12 ) - 낙동강환경관리청 ( 1994.05 ~ 1994.12 ) - 낙동강환경관리청 대구지방환경관리청 ( 1994.05 ~ 1994.12 ) - 대구지방환경청 ( 1990.01 ~ 1994.05 ) - 대기보전국 ( 1990.01 ~ 1994.12 ) - 대전지방환경청 ( 1990.01 ~ 1994.05 ) - 부산지방환경청 ( 1990.01 ~ 1994.05 ) | - 비상계획관 ( 1990.01 ~ 1994.12 ) - 상하수도국 ( 1994.05 ~ 1994.12 ) - 서울지방환경청 ( 1990.01 ~ 1994.05 ) - 수질보전국 ( 1990.01 ~ 1994.12 ) - 시설기술국 ( 1990.01 ~ 1993.10 ) - 영산강환경관리청 ( 1994.05 ~ 1994.12 ) - 원주지방환경청 ( 1990.01 ~ 1994.05 ) - 자연보전국 ( 1993.10 ~ 1994.12 ) | - 조정평가실 ( 1990.01 ~ 1993.10 ) - 중앙환경분쟁조정위원회 ( 1991.02 ~ 1994.12 ) - 총무과 ( 1990.01 ~ 1994.12 ) - 폐기물관리국 ( 1990.01 ~ 1993.10 ) - 폐기물자원국 ( 1993.10 ~ 1994.12 ) - 한강환경관리청 ( 1994.05 ~ 1994.12 ) - 환경공무원교육원 ( 1991.12 ~ 1994.12 ) - 환경정책실 ( 1993.10 ~ 1994.12 ) |

## 역대 장·차관

### 환경처 장관
| 정부        | 대수 | 이름           | 임기                                | 출신지    | 출신학교 | 비고                                                                                         |
| ----------- | ---- | -------------- | ----------------------------------- | --------- | -------- | -------------------------------------------------------------------------------------------- |
| 노태우 정부 | 초대 | 조경식(曺京植) | 1990년 1월 3일 ~ 1990년 9월 19일    | 경남 밀양 | 서울대   | 한국해양대 총장&해운항만청장&경제기획원 경제협력국장&농림수산부 장관&공정거래위원회 위원장   |
| 노태우 정부 | 2대  | 허남훈(許南薰) | 1990년 9월 19일 ~ 1991년 4월 26일   | 경기 평택 | 서울대   | 공업진흥청장&동력자원부 자원정책실장&상공부 차관&제15대 국회의원                             |
| 노태우 정부 | 3대  | 권이혁(權彛赫) | 1991년 4월 26일 ~ 1992년 6월 26일   | 경기 김포 | 서울대   | 서울대 총장&한국교원대 총장&문교부 장관&보건사회부 장관&과학기술단체총연합회장               |
| 노태우 정부 | 4대  | 이재창(李在昌) | 1992년 6월 26일 ~ 1993년 2월 26일   | 경기 파주 | 서울대   | 인천직할시장&경기도지사&내무부 행정국장&교통부 차관&제15·16·17대 국회의원&새마을운동중앙회장 |
| 문민 정부   | 5대  | 황산성(黃山城) | 1993년 2월 26일 ~ 1993년 12월 22일  | 경남 진주 | 서울대   | 제11대 국회의원&한국여성법률연구소 회장&방송문화진흥회 이사&한국여성변호사회장               |
| 문민 정부   | 6대  | 박윤흔(朴鈗炘) | 1993년 12월 22일 ~ 1994년 12월 21일 | 전남 보성 | 서울대   | 경희대 교수&대구대 총장&한국환경법학회장&한국토지보상법연구회장                              |

### 환경처 차관
| 정부        | 대수 | 이름           | 임기                              | 출신지                     | 출신학교 | 비고 |
| ----------- | ---- | -------------- | --------------------------------- | -------------------------- | -------- | --- |
| 노태우 정부 | 초대 | 한수생(韓壽生) | 1990년 1월 3일 ~ 1991년 4월 26일  | 경남 부산 (현 경남과 분리) | 서울대   | 서울지방환경청장&환경청 기획관리관·차장                                                                       |
| 노태우 정부 | 2대  | 한갑수(韓甲洙) | 1991년 4월 26일 ~ 1992년 1월 9일  | 전남 나주                  | 서울대   | 경제기획원 차관&농림부 장관&제10대 국회의원&한국가스공사 사장&한국산업경제연구원 회장&한국산업경제연구원 회장 |
| 노태우 정부 | 3대  | 이진(李進)     | 1992년 1월 9일 ~ 1992년 6월 30일  | 충남 공주                  | 서울대   | 국무총리비서실장&제12대 국회의원&국정교과서 이사장                                                            |
| 노태우 정부 | 4대  | 김인호(金仁浩) | 1992년 6월 30일 ~ 1993년 3월 4일  | 경남 밀양                  | 서울대   | 경제기획원 대외경제조정실장&시장경제연구원 이사장&중소기업연구원장                                            |
| 문민 정부   | 5대  | 김형철(金亨徹) | 1993년 3월 4일 ~ 1994년 12월 26일 | 평남 평양 (현 평남과 분리) | 서울대   | 환경청 계획조정국장·대기보전국장·기획관리관&환경처 기획관리실장&한국환경기술진흥원 이사장                     |